# Jorge Sobrevila
Jorge Sobrevila (data de nascimento e morte desconhecidos) foi um ciclista olímpico argentino. Sobrevila representou sua nação nos Jogos Olímpicos de Verão de 1948, em Londres.